# Пермская кондитерская фабрика
АО Кондитерская фабрика «Пермская» — российское предприятие по производству кондитерских изделий. Расположено в городе Перми.

## История

### Фабрика Судоплатова
В июне 1892 г. купец второй гильдии Судоплатов Владимир Васильевич основал в Перми первую на Урале кондитерскую мастерскую «Конфектория Судоплатова». Она размещалась в 2-этажном доме на Торговой улице. В мастерской работало 5 человек. К 1902 году в мастерской было установлено современное паровое оборудование. Купец торговал «конфектами» по всей России, имел свои торговые ряды на Нижегородской и Ирбитской ярмарках, получал на выставках золотые и серебряные медали.
В 1908 году В. В. Судоплатов построил фабрику «Кама», выпускавшую пряники, баранки, карамельные конфеты, монпансье, ирис.
В 1909 году Судоплатов В. В. проходил стажировку в Швейцарии на кондитерской фабрике и заключил договор на поставку оборудования. По возвращении в Пермь он стал исключительным представителем фабрики «Швейцарія» на Урале и в Сибири. Затем он открыл собственное производство шоколадных конфет и стал третьим производителем шоколада в России после промышленников-кондитеров братьев Абрикосовых и фон Эйнема.

### В СССР
В 1923 году советская власть закрыла фабрику Судоплатова, а промышленное оборудование распределило между производителями-кустарями. В здании фабрики начал работать пивзавод. Кондитерские изделия привозились в Пермь из Москвы, Ленинграда, Харькова.
В 1929 году Областной исполнительный комитет города Пермь принимает решение о восстановлении кондитерской промышленности. В пятилетнем плане Пермпищетреста значилось: «Свёртывать производство пива и развивать кондитерское производство, для чего выделить для ремонта оборудования кондитерской фабрики 75 тысяч рублей». Фабрика получила новое название «Красный Урал», основная продукция — печенье, пряники и карамель.
В годы Великой Отечественной войны фабрика продолжила работу, включив в ассортимент сухари для фронта и рабочих военных заводов, эвакуированных в Пермь.
В конце 1940-х годов старые корпуса Судоплатовской фабрики начали перестраивать. В новых цехах было установлено оборудование по переработке какао-бобов. Фабрика возвращается к производству шоколада и шоколадных конфет. Ассортимент продукции стал включать печенье, вафли, зефир, мармелад, карамель, шоколадные конфеты и шоколад. 16 июля 1959 года постановлением Совета народного хозяйства образовано предприятие «Пермская кондитерская фабрика».
В 1960-е годы шло развитие производства, расширение ассортимента, повышение качеством продукции. В начале 1970-х годов фабрика выпускала более 200 наименований кондитерских изделий и стала одной из трёх основных достопримечательностей Перми, наряду с театром оперы и балета и производственным объединением «Пермские моторы».

### После 1992 года
В 1992 году фабрика получает название ОАО «Кондитерская фабрика „Пермская“».
В 2006 году началось возведение нового здания фабрики в Мотовилихе недалеко от площади Восстания, и в 2008
Фабрика переехала в новый производственно-административный корпус, было установлено новое оборудование. Выпускаемая продукция: шоколадные конфеты, вафли, зефир, мармелад. В 2013 было приобретено в Болгарии по производству фруктово-ягодных пюре и замороженных овощей и фруктов.
К 2017 году ассортимент фабрики включает в себя более 120 наименований кондитерских изделий, продукция реализуется во все регионы России, а также в Азербайджан, Грузию, Киргизию, Литву, Эстонию, Германию, США и многие другие страны и регионы. В активе фабрики такие бренды как «Правильные сладости», «Тот ещё фрукт», «Бурёнкина любовь», «Наследие купца Судоплатова», «Валери» и другие. Предприятие сертифицировано по международной системе менеджмента качества ГОСТ ISO 9001-2015, на фабрике внедрены принципы HACCP.
В 2018 году на фабрике установлена новая линия, которая увеличила мощности по производству сложных купольных конфет (в том числе с жидким центром), а также серьёзно поддержала объём по пралиновым сладостям. В 2018 году фабрикой зарегистрированы товарные знаки «Пермский метеорит» и «Дивные края», а пастилки «Правильные сладости» получили сертификат «Открытый выбор Сетей» на XXVII Международной продовольственной выставке PETERFOOD. Фабрика получила возможность дополнительно выпускать по 12 конфет каждую минуту — 1 такт линии «Алиса 3». 125 млн ₽ — ежегодные отчисления в федеральный и региональные бюджеты Перми и Пермского края. Среднесписочная численность сотрудников предприятия 375 человек. Фокусный ассортимент компании — классические шоколадные конфеты: кремовые, пралиновые, грильяжные, конфеты с жидкой начинкой, помадные, оригинальные, а также конфеты ручной работы. КФ «Пермская» входит в тройку кондитерских фабрик России, выпускающих конфеты с алкоголем. Лидерами продаж Кондитерской фабрики «Пермская» являются торговые марки «Мономах» и «Бурёнкина любовь», а также конфеты «Космос» и «Костёр».
К 2019 году 5 производственных линий обеспечивали поставки продукции в 86 регионов РФ и 18 стран мира, включая страны СНГ, Евросоюза, Китай, Северную Америку. Фабрика работает с крупнейшими федеральными сетевыми ритейлерами: «Пятёрочка», «Metro Cahs&Carry», «Лента», «Ашан», гипермаркеты «Магнит» и «Карусель», «Монетка», «Светофор», «Дикси», «Globus», «О`КЕЙ», «Вотоня» и др. Поставки осуществляются и в локальные сети — «Пермские конфеты», «СемьЯ», «Берег», «Пермфармация», «ПрестижСервис» и прочие.